# Gentiane
Taxons concernés
Famille des Gentianaceae :
- genre Gentiana
- genre Gentianella
- genre Gentianopsismodifier

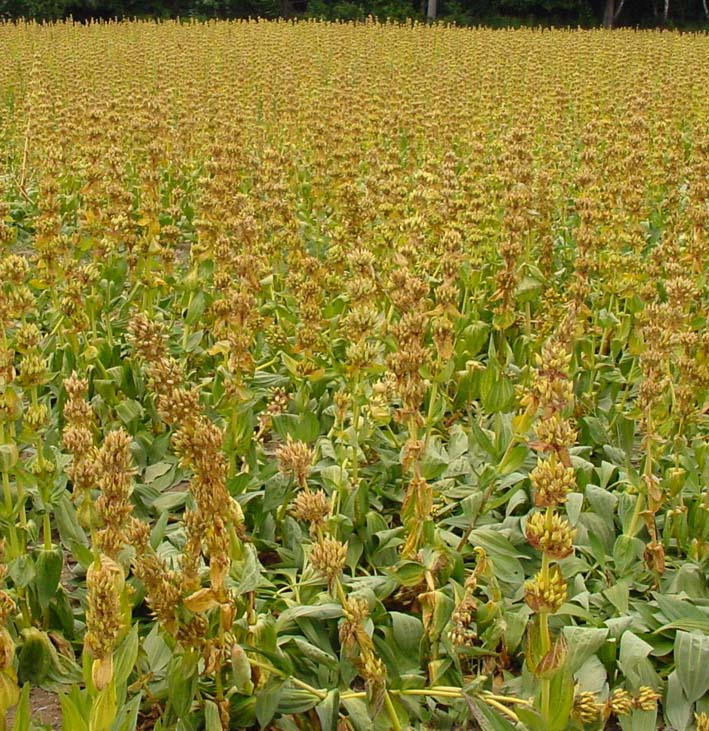
Culture de gentiane jaune (2002)

« Gentiane » est un nom vernaculaire qui désigne en français plusieurs espèces de la famille des Gentianaceae (Gentianacées), appartenant aux genres Gentiana, Gentianella ou Gentianopsis.

## Nom et calendriers
Selon Pline l'Ancien, la gentiane jaune, et par extension la gentiane, tire son nom de Gentius, dernier roi d'Illyrie, qui en aurait découvert les vertus curatives.
Gentiane est aussi un prénom révolutionnaire, présent dans le calendrier républicain, et assez rare. Il réapparaît seulement en 1941 – le 23 juillet – où il a été donné à une petite fille d'origine suisse au Fayet dans la commune de Saint Gervais-les-Bains, en 1945 (année où il est donné cinq fois), puis en 1959 (trois attributions). Depuis 1966, il est donné à cinq ou six petites filles par an.
Il se fête le 19 thermidor du calendrier républicain  / révolutionnaire français, jour de la gentiane, généralement chaque 6 août du calendrier grégorien.

## Liste d'espèces appelées «gentiane»
Une trentaine d'espèces sont présentes en Europe.
Parmi elles : 
- Gentiane acaule - Gentiana acaulis L.
- Gentiane d'Allemagne - Gentianella germanica (Willd.) Börner
- Gentiane amère - Gentianella amarella (L.) Börner
- Gentiane Asclépiade - Gentiana asclepiadea L.
- Gentiane de Burser - Gentiana burseri Lapeyr.
- Gentiane des champs - Gentianella campestris (L.) Börner
- Gentiane ciliée - Gentianopsis ciliata (L.) Ma
- Gentiane de Clusius - Gentiana clusii Perrier & Songeon
- Gentiane Croisette - Gentiana cruciata L.
- Gentiane de Koch - Gentiana kochiana Perrier & Songeone
- Gentiane jaune - Gentiana lutea L. -
- Gentiane des neiges - Gentiana nivalis L.
- Gentiane des marais - Gentiana pneumonanthe L.
- Gentiane ponctuée - Gentiana punctata L.
- Gentiane pourpre - Gentiana purpurea L.
- Gentiane de printemps - Gentiana verna L.
- Grande gentiane - voir gentiane jaune

## Caractéristiques des gentianes
Les gentianes appartiennent avant tout au monde sauvage, mais certaines espèces sont cultivées pour leurs fleurs en forme de trompette qui sont le plus souvent d'une couleur bleue inimitable. D'autres espèces de plus grande taille ont des fleurs de couleur jaune ou rouge. Beaucoup de gentianes sont protégées dans de nombreuses régions de France : leur cueillette et leur arrachage sont interdits.
En dehors de la période de floraison, la grande gentiane peut être confondue avec le vératre (Veratrum), la première ayant des fleurs jaunes et le second, des fleurs blanches. Le vératre est un poison violent. La disposition des feuilles les distingue pourtant : opposées pour la gentiane, et alternées pour le vératre.

## Utilisations

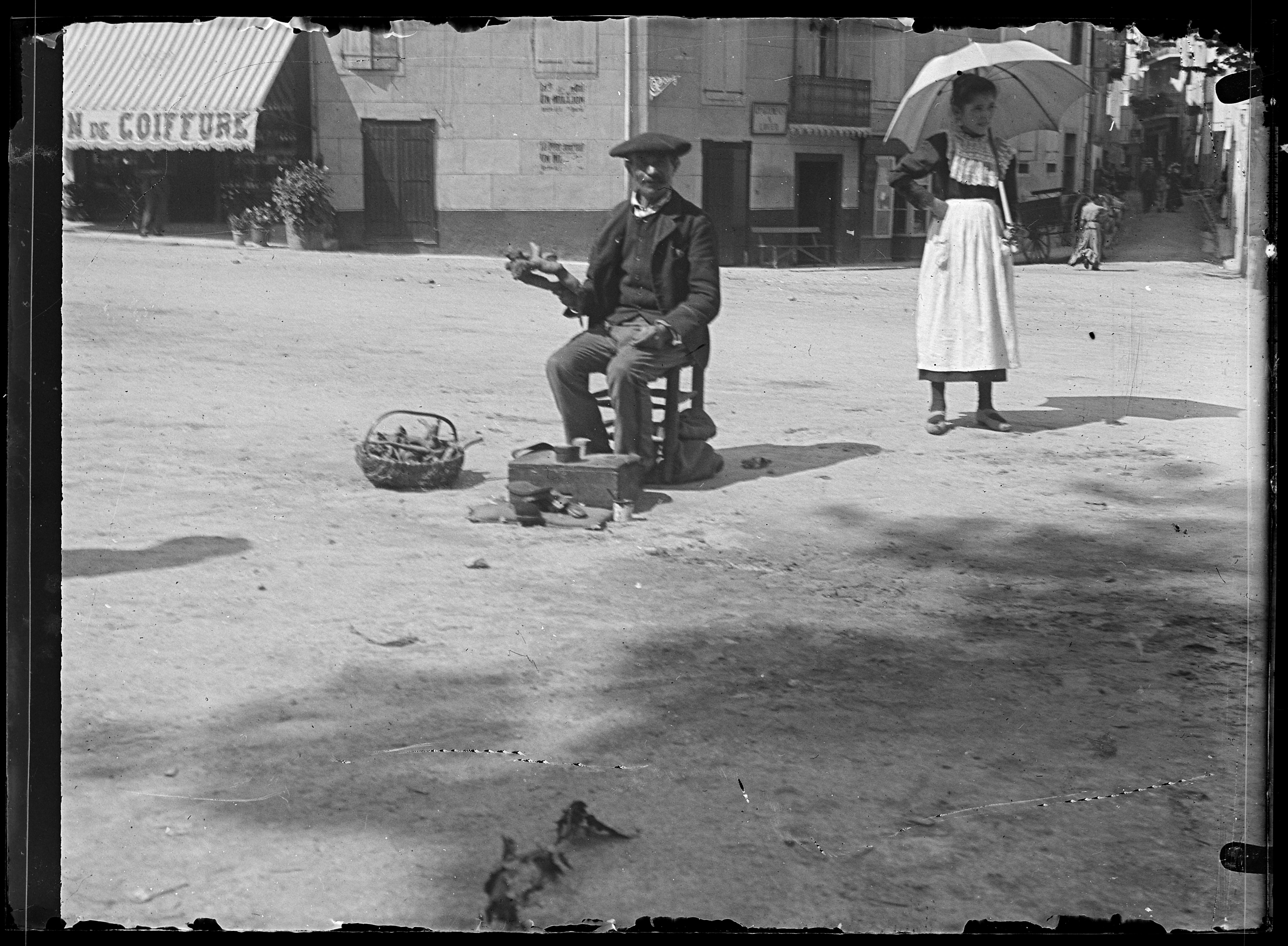
Marchand de gentianes à Ax-les-Thermes. Photographie par Eugène Trutat, conservée au Muséum de Toulouse.

On l'utilise dans l'industrie des arômes. La gentiane est aussi intéressante en cosmétique.

### Boissons
Les racines de la grande gentiane (Gentiana lutea), macérées et/ou distillées, sont utilisées dans la fabrication de liqueurs ou d'apéritifs, comme la « Suze », l’« Avèze », le « Picon », la « Fourche du Diable », en France. En Italie, on prépare la « genziana », une liqueur de gentiane, typique de l'Abruzzo  ; la gentiane fait également partie des ingrédients de l'Aperol .
Les racines sont également employées pour la préparation d'eaux-de-vie et d'apéritif ( infusion des racines dans une base de vin blanc).
Dès le XIXe siècle, des distillateurs du Cantal vont créer des kirschs  surnommés "quinquina auvergnat".
En France, la gentiane est mise en valeur lors de la Fête de la Gentiane qui a lieu chaque année à Picherande (Puy-de-Dôme), nommé "Village Européen de la Gentiane", à Riom-ès-Montagnes (Cantal, Auvergne), ainsi qu'en Suisse à la "Fête à la gentiane" des Breuleux dans le Jura.

### Usages thérapeutiques
La racine de la gentiane est employée depuis l'antiquité pour ses vertus apéritives, digestives et toniques. Elle est utilisée en phytothérapie en application externe et elle agit localement. Autrefois, les utilisations pouvaient être médicinales, notamment comme un des multiples constituants de la thériaque et du diascordium de la pharmacopée maritime occidentale au XVIIIe siècle .

### Horlogerie
Le bois de grande gentiane jaune est employé pour la finition des pièces en haute horlogerie. Utilisée pour ses propriétés alliant souplesse, densité et résistance, elle est taillée à la manière d'une plume d'oie afin d'être chargée en pâte abrasive et tel un cabron après la lime, elle permet une finition parfaite du polissage des angles de pièces de montres (anglage).

### Langage des fleurs
Dans le langage des fleurs, la gentiane symbolise le mépris.

## Galerie de photos

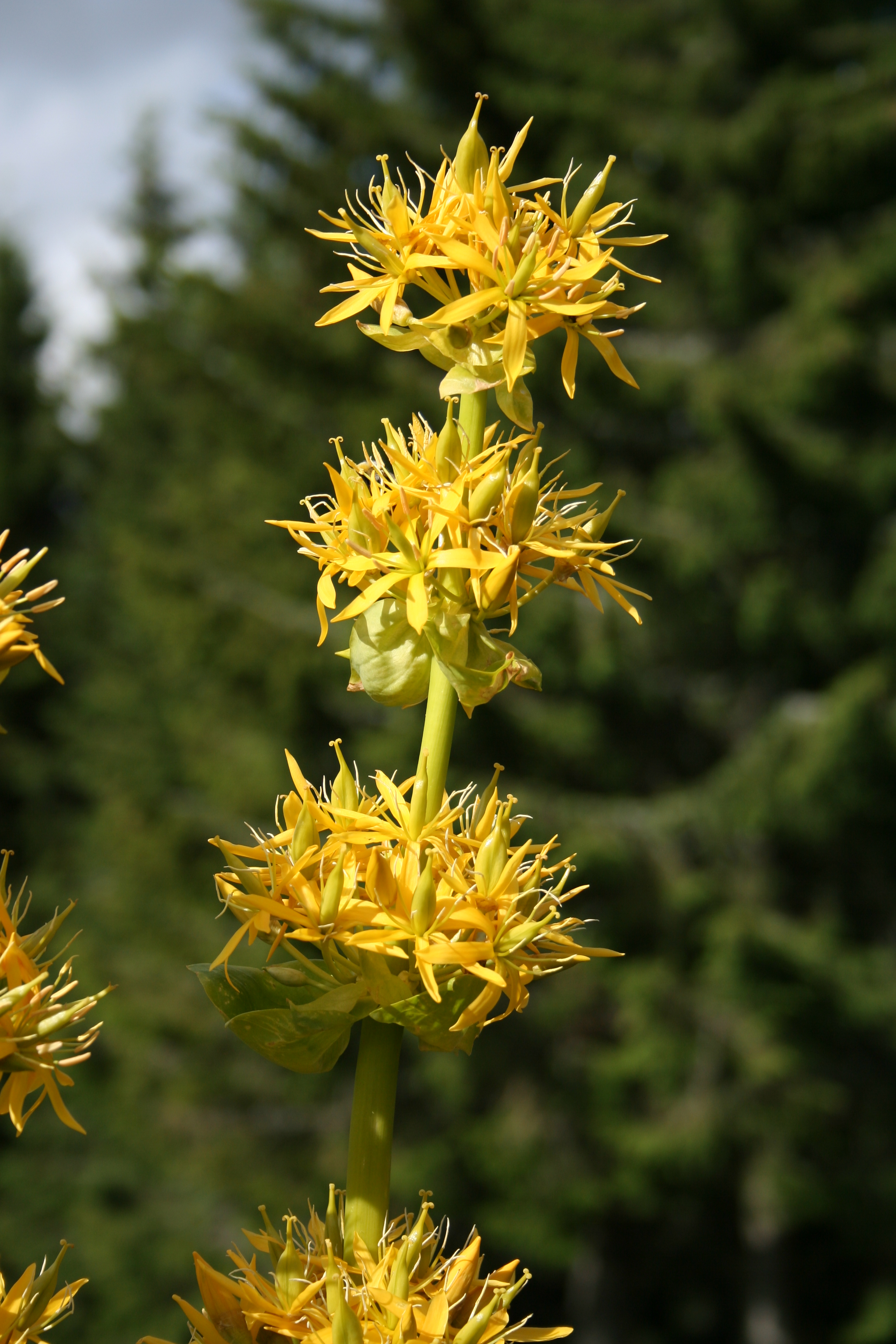
Gentiane jaune (Gentiana lutea)
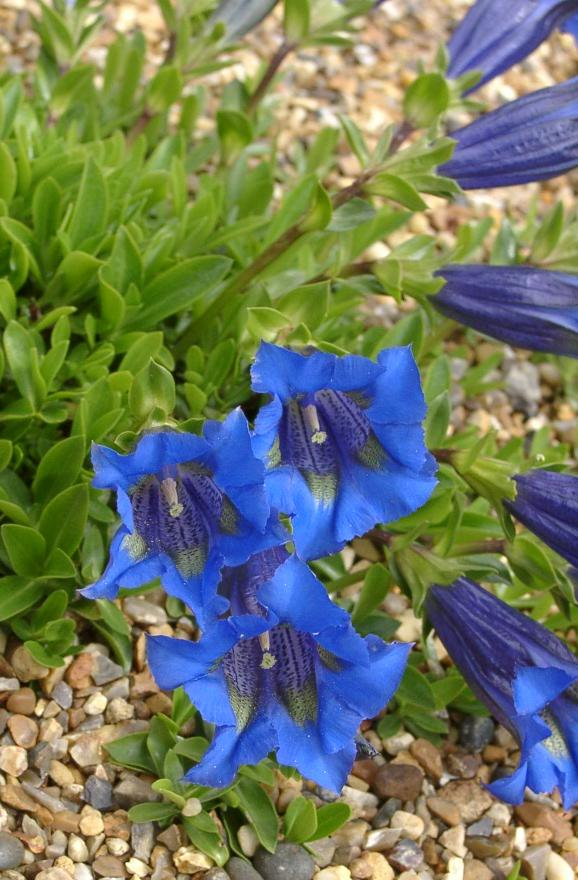
Gentiane acaule (Gentiana acaulis)
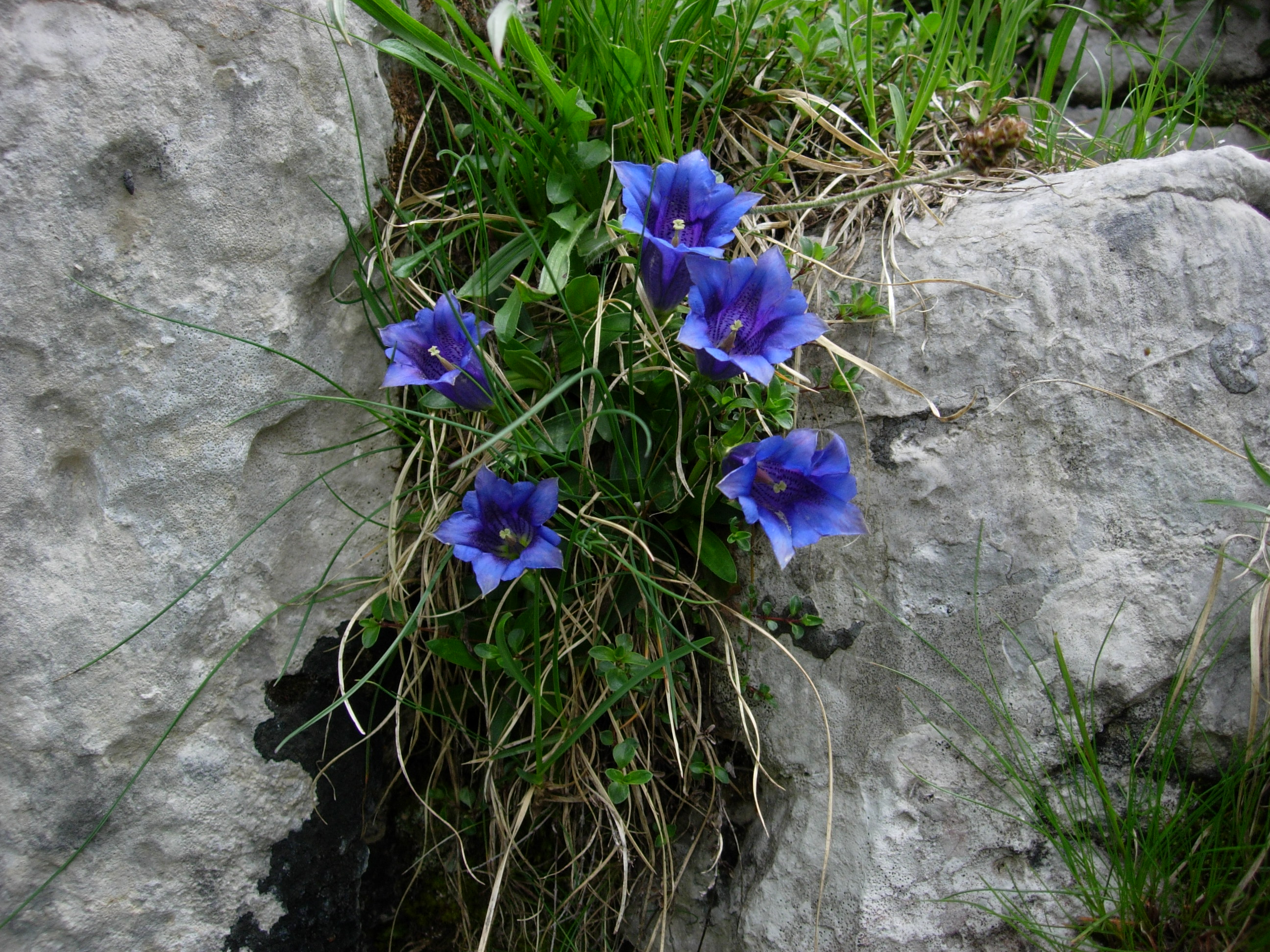
Gentiane acaule (Gentiana acaulis)
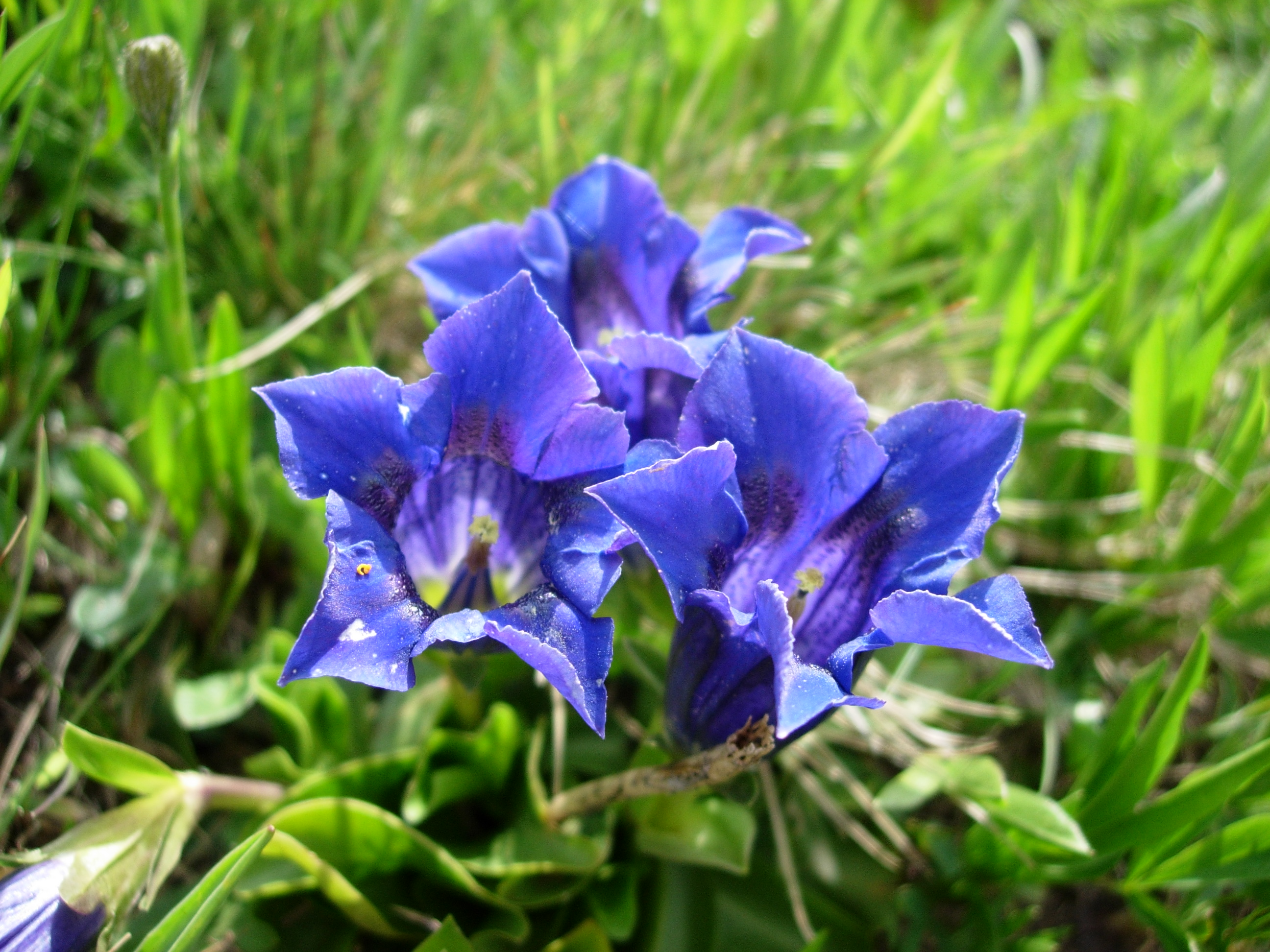
Gentiane acaule (Gentiana acaulis)
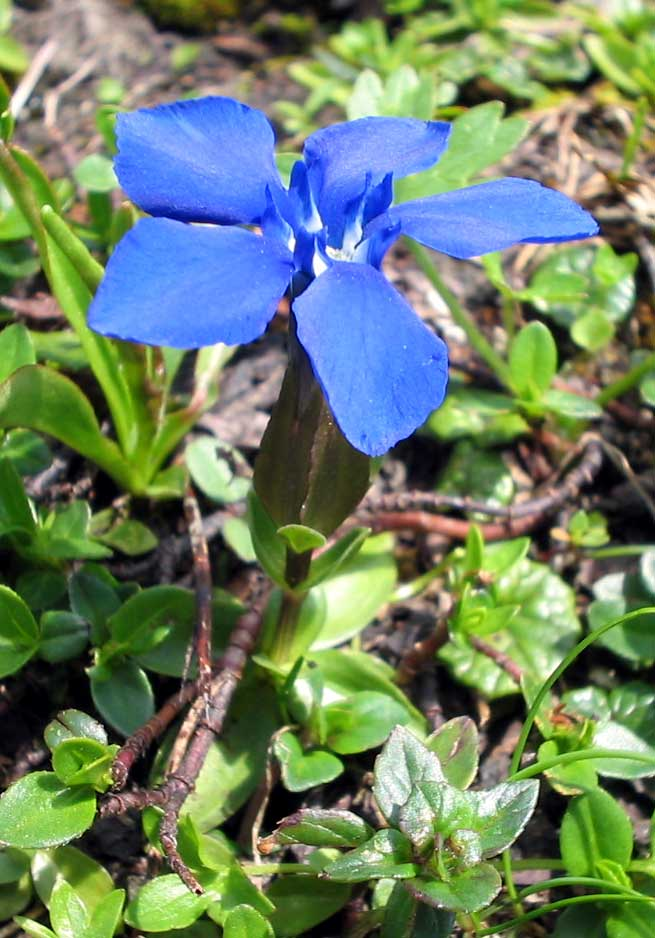
Gentiane de printemps (Gentiana verna)
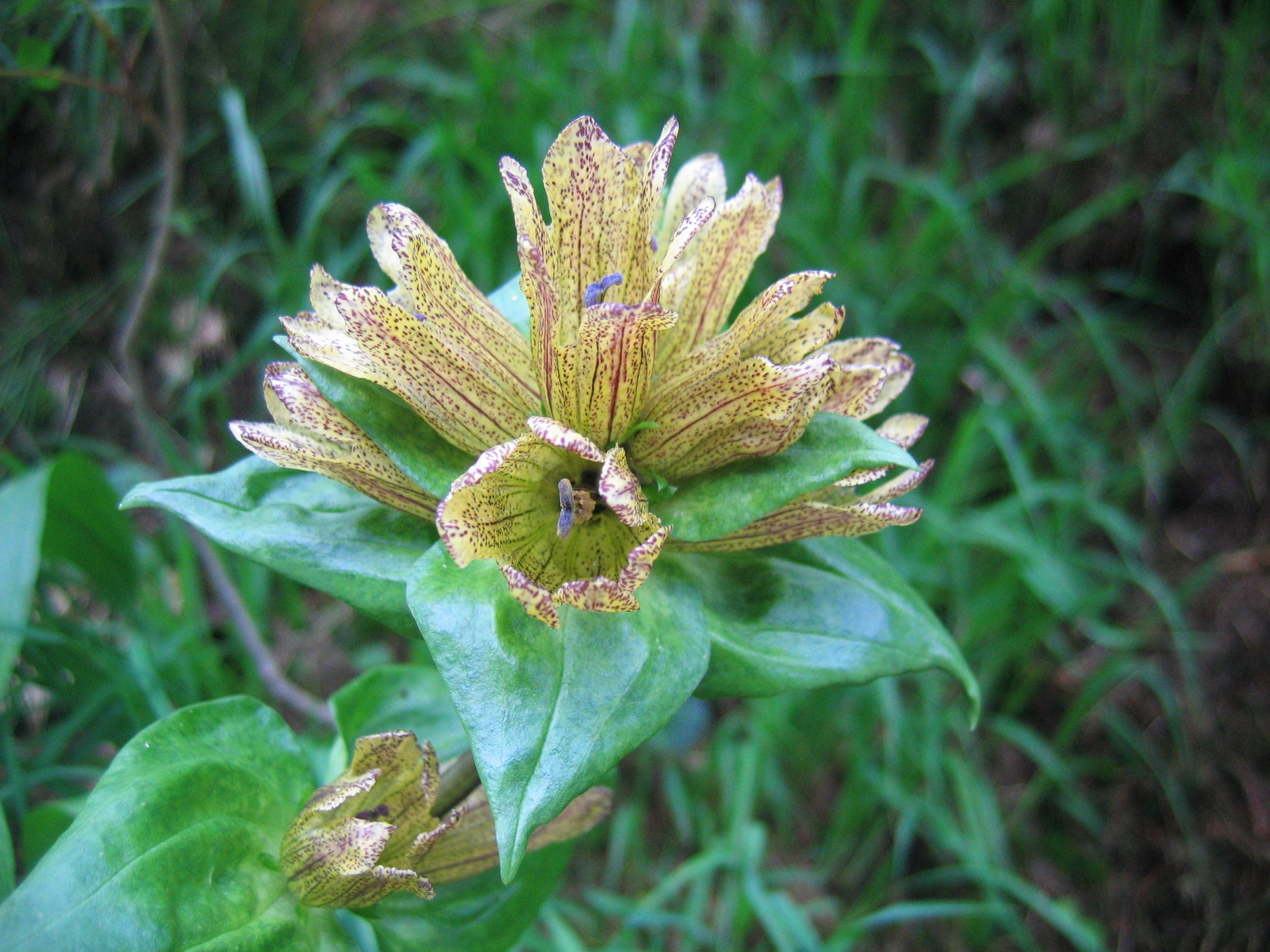
Gentiane ponctuée (Gentiana punctata)
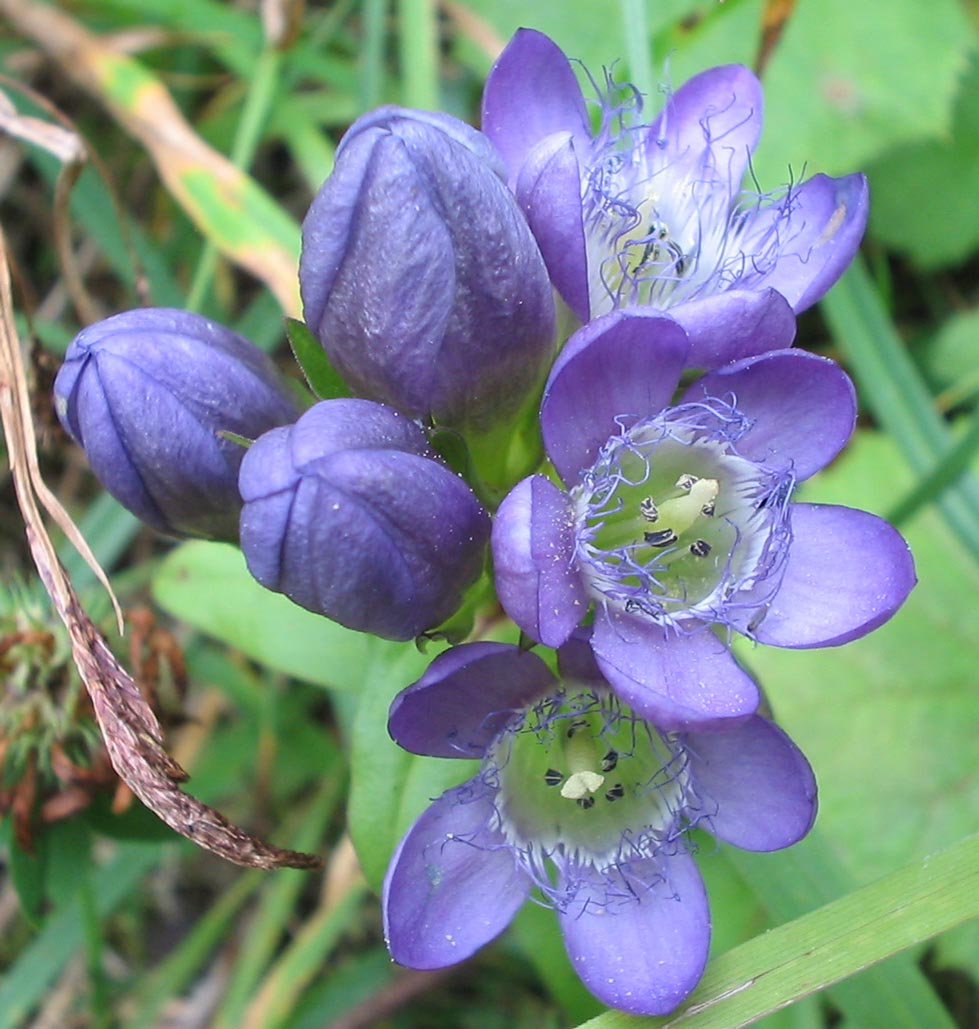
Gentianella aspera
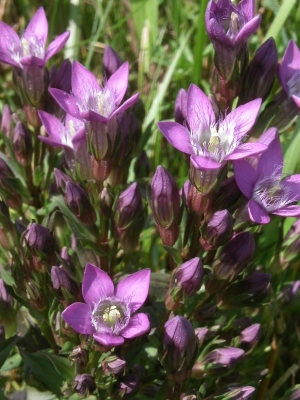
Gentianella praecox
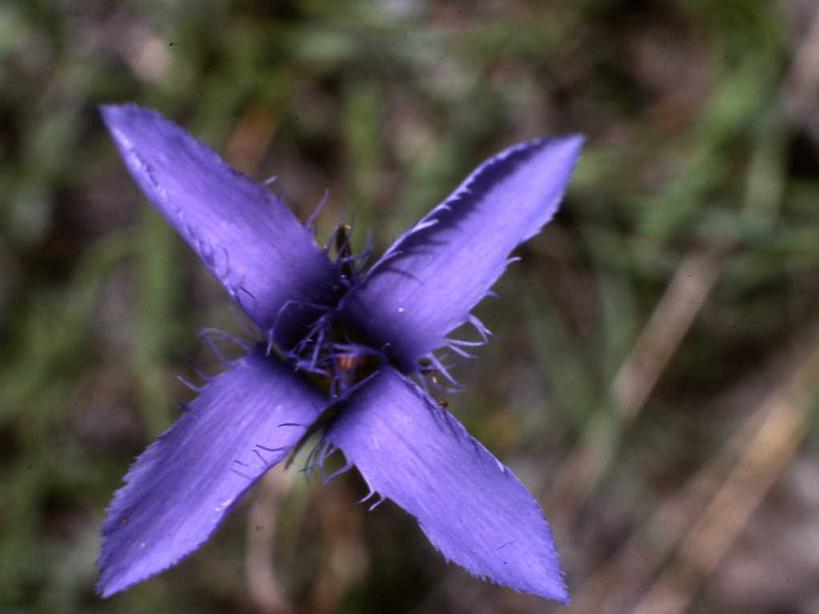
Gentiane ciliée (Gentianopsis ciliata)